# Cuarrabudes
Cuarrabudes (em persa médio: Xwarrahbūd; em armênio/arménio: Xorōhbowt) foi um oficial sassânida do século IV, ativo durante o reinado do xá Sapor II (r. 309–379).

## Vida
Cuarrabudes era copista (dabir) na corte de Sapor. Segundo relato de Moisés de Corene, foi capturado e levado ao Império Romano, onde aprendeu grego e escreveu um livro dos feitos de Sapor e Juliano, o Apóstata (r. 361–363). Depois, também traduziu ao grego um livro persa sobre a história dos tempos primitivos escrito por um companheiro persa em cativeiro, Rastsacuanes (Rāstsaxwan, Rastsohown em armênio).